# 蘊端
已革勤郡王蘊端（1671年—1705年），又岳端，字正子，一字兼山，号玉池生，别号红兰室主人，东风居士。是和硕安和親王岳乐第十八子，母三继福晋赫舍里氏，辅政大臣、公爵索尼之女，勤郡王第一代。善诗画。

## 生平
他在康熙九年庚戌十二月二十一日戌时生，康熙二十三年正月，封多罗勤郡王，但在康熙二十九年二月，降为固山贝子，三十七年四月，又缘事革去固山贝子，四十三年甲申三月初四日亥时卒，他去世時也未恢復任何爵位，虚岁三十五岁。
蘊端擅诗，其《春郊晚眺》诗“西岭生云将作雨，东风无力不飞花。”是当时的名句。他著有诗集《玉池生稿》，《红兰集》，《蓼汀集》，《出塞诗》，《无题诗》以及戏曲《扬州梦传奇》。部分诗作载沈德潜《 國朝詩别裁集》卷20、伊福納《白山诗鈔》卷首。

## 家庭
- 父和硕安和親王岳乐。
- 母三繼福晋赫舍里氏（父正黄旗满洲、輔政大臣公索尼 (清朝)）。
- 嫡妻納喇氏輕車都尉查爾海之女，繼妻納喇氏輕車都尉查爾海之女。